# Tadrart Akakus

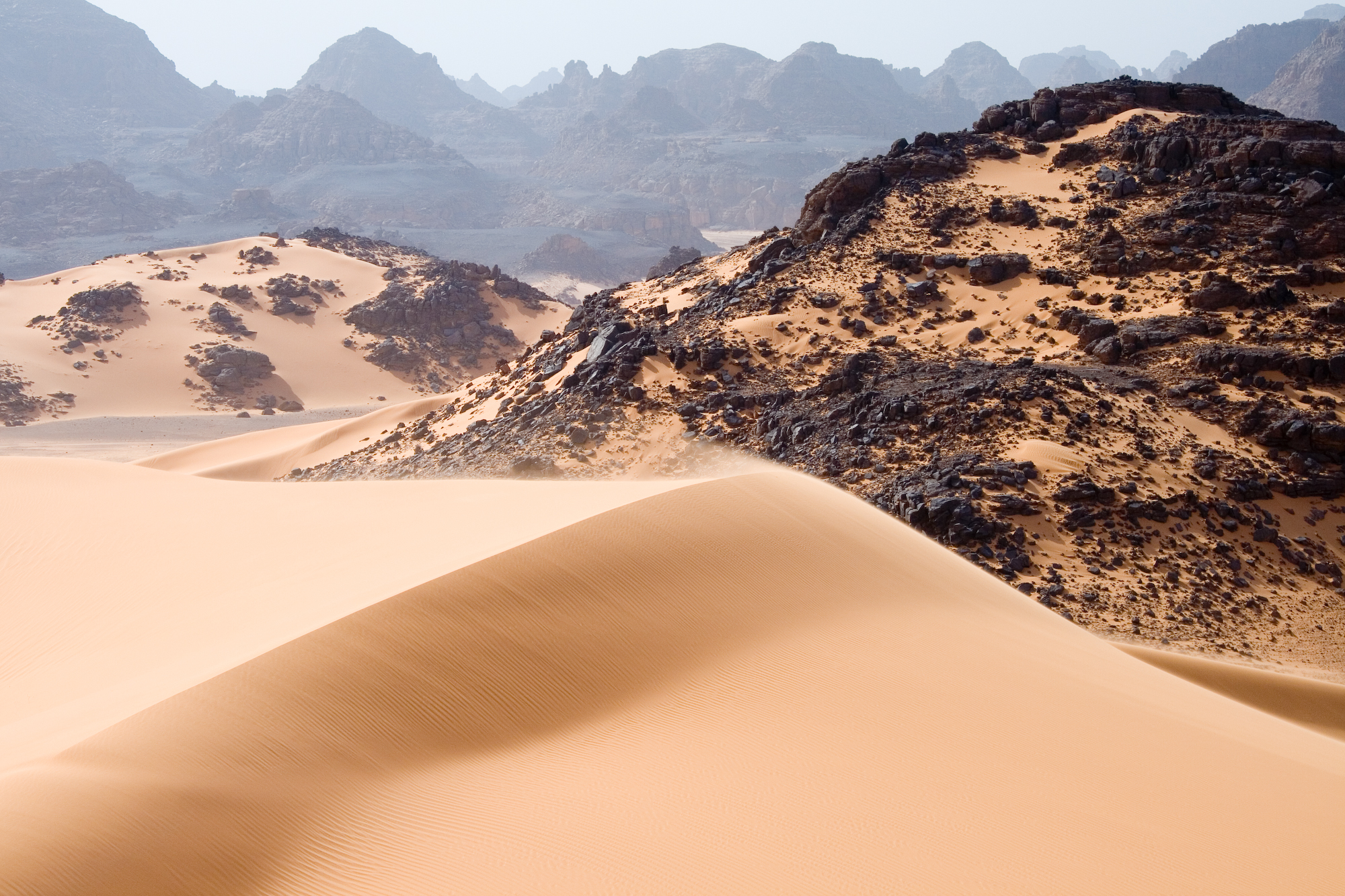
Pustynia Tadrart Akakus

Tadrart Akakus (Tadrart Acacus, Akakus, arab. تدرارت عكاكس, także: جبال أكاكوس = Dżibal Akakus) – obszar pustynny w zachodniej Libii, stanowiący część Sahary. Położony jest w pobliżu miasta Ghat, niedaleko granicy z Algierią.
Akakus ma bardzo różnorodny krajobraz, od zróżnicowanych kolorem wydm, po łuki wzgórz, wąwozy, skały i góry. Główne charakterystyczne punkty to Afzejare i Tin Khlega. Mimo że rejon ten należy do najsuchszych na Saharze, istnieje tam wegetacja, jak na przykład roślina Callotropis.
Akakus jest znane ze sztuki naskalnej, tamtejsze petroglify i rysunki naskalne zostały wpisane na Listę Światowego Dziedzictwa UNESCO w 1985 roku. Dzieła te datowane są na okres od 12 000 p.n.e. do 100 n.e. i odzwierciedlają przemiany zarówno kulturowe, jak i zmiany w środowisku naturalnym tego obszaru. Na malowidłach i petroglifach przedstawione zostały zwierzęta, takie jak żyrafy, słonie, strusie i wielbłądy, ale także jeźdźcy na koniach. Ludzie zostali przedstawieni w różnych sytuacjach życiowych, np. podczas tańca czy polowania.